# Plutorectis pantosemna
Plutorectis pantosemna är en fjärilsart som beskrevs av Turner 1931. Plutorectis pantosemna ingår i släktet Plutorectis och familjen säckspinnare. Inga underarter finns listade i Catalogue of Life.